# Rhododendron pyrrhophorum
Rhododendron pyrrhophorum är en ljungväxtart som beskrevs av Herman Otto Sleumer. Rhododendron pyrrhophorum ingår i släktet rododendron, och familjen ljungväxter. Inga underarter finns listade i Catalogue of Life.